# Pomponio Gennariano
Pomponio Gennariano (latino: Pomponius Ianuarianus; fl. 283–289) è stato un politico romano che ricoprì cariche elevate nell'Impero romano all'inizio della Tetrarchia.

## Biografia
Durante il regno dell'imperatore Marco Aurelio Caro, Pomponio Gennariano era un vir perfectissimus e fu nominato Prefetto d'Egitto, carica che tenne tra il 2 novembre 283 e il 21 maggio 284.
Tra il 284 e il 288 entrò nel Senato, e potrebbe essere stato Prefetto del pretorio.
Nel 288 fu console posterior assieme all'imperatore Massimiano, l'ultimo consolato misto tra un privato e un imperatore prima del 363; quello stesso anno fu nominato praefectus urbi, carica che detenne fino all'anno successivo.